# Нижнекрынское
Нижнекрынское (укр. Нижньокринське) — посёлок в Амвросиевском районе Донецкой области Украины. Находится под контролем самопровозглашенной Донецкой Народной Республики.

## География
Село расположено на реке под названием Крынка.

#### Соседние населённые пункты по странам света
С: Рубашкино (выше по течению Крынки)
СЗ: Белояровка, Карпово-Надеждинка (оба выше по течению Крынки),  Новоамвросиевское
СВ: Житенко
З: город Амвросиевка
В: —
ЮЗ: Харьковское, Квашино, Лисичье
ЮВ: Сергеево-Крынка, Калиновое (все ниже по течению Крынки)
Ю: —

## Население
Население по переписи 2001 года составляло 602 человека.

## Общая информация
Почтовый индекс — 87343. Телефонный код — 6259. Код КОАТУУ — 1420681503.

## Местный совет
87343, Донецкая область, Амвросиевский район, с. Белояровка, ул. Мичурина, 39-5-99